# Bella Alarie
Isabella Augustine Alarie, detta Bella (Washington, 23 aprile 1998), è un'ex cestista statunitense, professionista nella WNBA.
È la figlia di Mark Alarie.

## Carriera
È stata selezionata dalle Dallas Wings al primo giro del Draft WNBA 2020 (5ª scelta assoluta).